# Jörge de Sousa Noronha
Jörge de Sousa Noronha, né à Lisbonne en 1936, est un artiste peintre, lithographe et écrivain portugais.  

## Biographie
Artiste peintre-graveur, écrivain, théoricien de l'estampe, spécialiste en arts graphiques, éditeur, né à Lisbonne. Formation en arts graphiques et conception de produits. Fréquente le Conservatoire des arts et métiers, cours de Jean Prouvé. À partir de 1976 il se consacre exclusivement au dessin, à la peinture et à la lithographie.
- 1981 : bourse d’études du gouvernement portugais pour une formation de maître imprimeur en lithographie à Paris.
- 1986 : fonde l’atelier Point & Marge à Paris (enseignement de la lithographie).
- 1995 : fonde Point & Marge the Micro Studio et Point & Marge Éditions Paris (estampe et livres d’artistes). Spécialiste en arts graphiques et en expertise des estampes. A enseigné la lithographie de 1976 à 1998.
- 2007 : travaille spécialement la photographie et l’image numérique.
- 2016 : organise des ateliers de polyester lithographie et de JDS lithocolor process notamment chez Les Inventeurs à Paris.

A enseigné l'estampe et l'archéologie de l'image à l'EAC (École supérieure d'art et de communication) à Paris.
Expositions en France et à l’étranger : Espagne, Portugal, Pologne, Italie, Allemagne, Australie, Chine, Japon.
Est l'auteur de nombreux ouvrages techniques et historiques sur l'estampe, et de divers articles dans des revues spécialisées.

## OUVRAGES
- La Lithographie, précis technique, Paris, Technorama, 1990.
- L'Estampe, de la gravure à l'impression, Paris, Edition Fleurus, 1991.
- La Mémoire Lithographique, Paris, Art et métiers du livre, 1998.
- L'Estampe, objet rare, Paris, Gallimard / Alternatives, 2002.
- La Géométrie des mots (poèmes), Lyon, Éditions Baudelaire, 2009.
- Dans un coin du Monde  (ill. Albert-François Barichasse) (poèmes), Paris, Édition Point & Marge, 2010.
- FRAGMENTS / Nathalie Thomas, Paris, Édition Point & Marge, 2010.
- SHADOWS, Paris, Édition Point & Marge, 2010.
- Les Contes étranges, Paris, Édition Point & Marge, 2010.
- Once upon a time : cahier d'architecture 1, Paris, Édition Point & Marge, 2010.
- Constructions, œuvre graphique, Paris, Édition Point & Marge, 2010.
- STATICS, photoprints, Paris, Édition Point & Marge, 2010.
- Les Imagiciens. L'alchimie de la représentation des origines à la nanosphère. (préface à La Nanolithographie de Stefan Landis), Paris, Éditions Hermès Lavoisier, 2010.
- Sete poemas em quadrados, Paris, Édition Point & Marge, 2010.
- La Lithographie, précis technique (réédition), Paris, Édition Point & Marge, 2011.
- A quinta fase da lua, poemas portuguêses, Lisbonne, Édition CPS, 2011.
- Jardins de pedra, Lisbonne, Édition CPS, 2011.
- ELA, poemas da lua cheia, Paris, Édition Point & Marge, 2012.
- O teatro das sombras : cahier d'architecture 2, Paris, Édition Point & Marge, 2013.
- Vestigios : cahier d'architecture 3, Paris, Édition Point & Marge, 2013.
- Les Sept Vies de l'Image, Lyon, Éditions Baudelaire, 2014.
- Moedas miniaturas da Casa da Moeda, Paris, Édition Point & Marge, 2015.
- SOMBRAS, Paris, Édition Point & Marge, 2015.
- A intervenção do cubo na definição do espaço, Paris, Édition Point & Marge, 2015.
- Atlas d'anatomie du cerveau, Paris, Édition Point & Marge, 2016
- A Casa Do Mundo, Lisbonne, Chiado Editora, 2016.
- Caderno de desapontamentos  (ill. Joanna Latka), vol. 1, Paris, Édition Point & Marge, 2017.
- Caderno de desapontamentos  (ill. Tereza Castro), vol. 2, Paris, Édition Point & Marge, 2018.
- Du copiste à la presse à copier, Paris, Édition Point & Marge, coll. « Gilles Gaillard », 2018.
- Les presses à copier/1780-1950, Paris, Édition Point & Marge, coll. « Gilles Gaillard,Vol II », 2018.
- Histoire de presses, vol. III, Paris, Édition Point & Marge, coll. « Gilles Gaillard », 2018.
- She, Paris, Édition Point & Marge, 2019.
- O domador de cabeças, Paris, Édition Point & Marge, 2019.
- Pigments on paper, Paris, Édition Point & Marge, 2019.
- Improvisos, um testamento poético, Paris, Édition Point & Marge, 2019.
- Lithographies/1976-2006, Paris, Édition Point & Marge, 2020.
- Estampes numériques, Paris, Édition Point & Marge, 2020.
- Le maître des pierres, les ateliers de Stéphane Guilbaud, Paris, Édition Point & Marge, 2020.
- Archives/1976-2005, Paris, Édition Point & Marge, 2020.
- L'atelier Boba, Paris, Édition Point & Marge, 2020.
- MG2R / Fabrice de Sousa Noronha, Paris, Édition Point & Marge, 2020.
- atelier Centro português de serigrafia, Paris, Édition Point & Marge, 2020.
- atelier Les inventeurs, Paris, Édition Point & Marge, 2021.
- Caderno de desapontamentos  (ill. Xavier), vol. 3, Paris, Édition Point & Marge, 2021.
- Estampes numériques, catalogue raisonné des estampes 2008-2022, Paris, Édition Point & Marge, 2022.
- Desapontamentos / 2011-2021, Paris, Édition Point & Marge, 2022.
- Une brève histoire de l'imprimerie, des origines à nos jours, Paris, Édition Point & Marge, 2022.